# Letting Off the Happiness
A Letting Off the Happiness a Bright Eyes második stúdióalbuma, amelyet 1998. november 2-án adott ki a Saddle Creek Records. Ez az együttes első lemeze, amelynek producere Mike Mogis, aki ekkorra a zenekar teljes jogú tagjává vált.
A 2012-es Vinyl Box Set díszdobozos kiadás tartalmazza az albumot, valamint számos vendégelőadót (Neutral Milk Hotel, Tilly and the Wall és Of Montreal) felvonultat.
A lemez a Saddle Creek Records 23. kiadványa.

## Számlista
Az összes dal szerzője Conor Oberst. 
| 1.    | If Winter Ends                                                                                  | 3:25  |
| 2.    | Padraic My Prince                                                                               | 3:48  |
| 3.    | Contrast and Compare                                                                            | 3:57  |
| 4.    | The City Has Sex                                                                                | 2:11  |
| 5.    | The Difference in the Shades                                                                    | 4:23  |
| 6.    | Touch                                                                                           | 3:42  |
| 7.    | June on the West Coast                                                                          | 3:34  |
| 8.    | Pull My Hair                                                                                    | 4:10  |
| 9.    | Empty Canyon, Empty Canteen (Japán kiadás bónusz dala)                                          | 2:46  |
| 10.   | A Poetic Retelling of an Unfortunate Seduction                                                  | 4:24  |
| 11.   | Tereza and Tomas (5:35-től gitárszólam; 20:58-tól a 4:48 hosszú Contrast and Compare (Version)) | 25:46 |
| 57:02 |                                                                                                 |       |

## Közreműködők
- Conor Oberst – ének, gitár
- Mike Mogis – melodika, pedal steel gitár, country gitár, orgona, dob, zongora, csengő, hanghatások, keverés, felvétel
- Andy LeMaster – ének, ütőhangszerek, basszusgitár, gitár, felvétel, hangmérnök
- Aaron Druery – ebow
- Jeremy Barnes – dob, ütőhangszerek, billentyűk, harmonika
- Kevin Barnes – rhodes, háttérhangok
- Matt Magin – basszusgitár
- Matt Focht – dob, ütőhangszerek
- Matt Oberst – gitár
- Neely Jenkins – ének
- Robb Nansel – ujj-cintányér
- Ted Stevens – dob

## Fordítás
Ez a szócikk részben vagy egészben  a   Letting Off the Happiness című angol Wikipédia-szócikk ezen változatának fordításán alapul.  Az eredeti cikk szerkesztőit annak laptörténete sorolja fel. Ez a jelzés csupán a megfogalmazás eredetét és a szerzői jogokat jelzi, nem szolgál a cikkben szereplő információk forrásmegjelöléseként.